# エマヌエル・メッテル
エマヌエル・レオノーヴィチ・メッテル（ロシア語: Иммануил Леонович Меттер、ウクライナ語: Іммануїл Леонович Меттер、英語: Emmanuel Leonievich Metter, 1878年2月28日 - 1941年8月28日）はロシア帝国・ウクライナ出身の指揮者。

## 生涯
ヘルソンにてユダヤ教を信仰する商人の家庭に生まれる。本名メナヒム=マン・ユドヴィチ・メッテル（ロシア語: Менахим-Ман Юдович Меттер、ウクライナ語: Менахем-Ман Юдович Меттер)。1897年8月26日、ハリコフ帝国大学医学部に入学するも、1898年9月7日、同大学法学部に転部。1906年にハリコフ帝国大学法学部を卒業し、同年9月、聴講生としてサンクトペテルブルク音楽院に入学し、1907年5月に中退。カザンの歌劇場で指揮者を務めていた時期にプリマ・バレリーナのエレナ・オソフスカヤと結婚。のちハルビンに亡命してハルビン交響楽団で指揮活動を行ったが、亡命の時期について岡野弁は1916年頃、ロシア革命勃発の直前ではないかと推測している。
宝塚音楽歌劇学校で教授を務めていた妻エレナを追って1926年3月に来日。神戸市中山手通や東灘区の深江文化村に住み、ハインリヒ・ヴェルクマイスターの後任として大阪放送管弦楽団を指揮。また京都帝国大学音楽部のオーケストラ（現京都大学交響楽団）の常任指揮者を10年以上務めた。門人に朝比奈隆や服部良一、酒井協、齋藤登、長廣敏雄、宮澤縦一、吉村一夫、小川昂、溝部国光などがいる。
1939年10月6日、横浜港から渡米。1941年8月28日、アメリカ合衆国カリフォルニア州ロサンゼルス市ウェスト・ハリウッドにて心臓病のため死去。